# Sahyan
Sahyan (tiếng Ả Rập: صهيان) là một ngôi làng Syria nằm ở Hish Nahiyah ở huyện Maarrat al-Nu'man, Idlib. Theo Cục Thống kê Trung ương Syria (CBS), Sahyan có dân số là 241 người trong cuộc điều tra dân số năm 2004.